# Sochy Pedagogové a studenti
Pedagogové a studenti / Lidé je skupina sedmi figurativních bronzových plastik v mírně nadživotní velikosti, které stojí před vchodem na rektorát VŠB - Technické univerzity Ostrava v Ostravě v Moravskoslezském kraji. Autorem těchto soch je český pražský akademický sochař Olbram Zoubek. Sochy byly na náklady VŠB - Technické univerzity Ostrava odlity do bronzu metodou ztraceného vosku. Instalace na místo byla provedena v r. 2002.

## Další informace

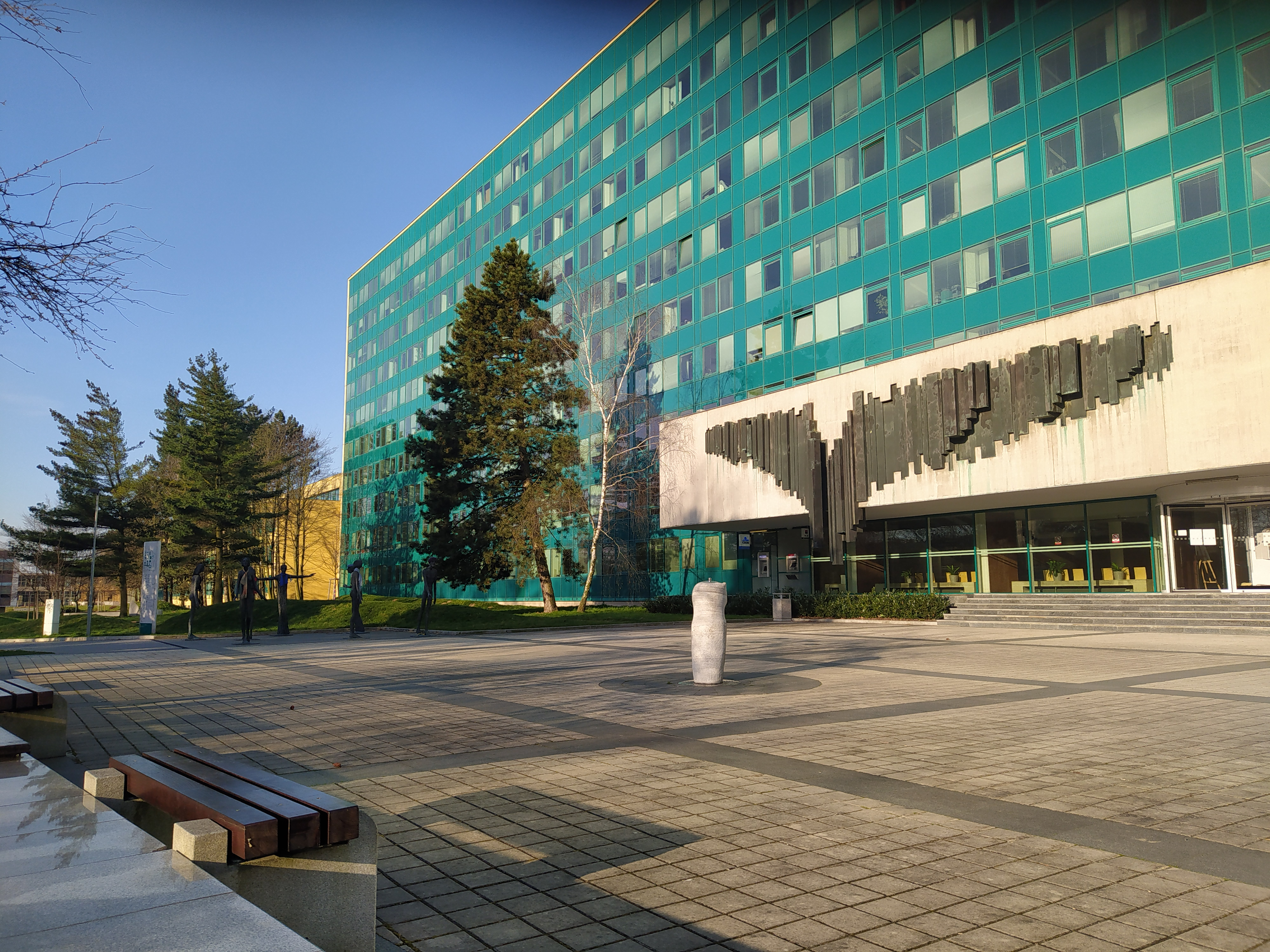
Umístění plastik u vchodu na rektorát

Skupina soch je v prostředí technické univerzity zajímavá i tím, že v ní převažuje ženský prvek. Skupinu tvoří sedm postav a to tři mužské a čtyři ženské usazené na plintu. Olbram Zoubek své dílo zamýšlel jako skupinu soch, nikoliv sousoší, a v jeho osobní dokumentaci jsou sochy pojmenovány jako Kuros J., Koré E., Eva z ráje, Adam z ráje, Studentka E., Rektor, Kvestorka. V prostředí VŠB - Technické univerzity Ostrava, získaly některé sochy nová jména a občas bývají také okrášleny šálami nebo čepicemi.
Skupina soch, spolu s několika dalšími uměleckými díly, tvoří expozice Univerzitního muzea VŠB - Technické univerzity Ostrava.
Skupinu soch také vhodně doplňuje Park ke 100. výročí vzniku ČSR, který se nachází hned vedle.

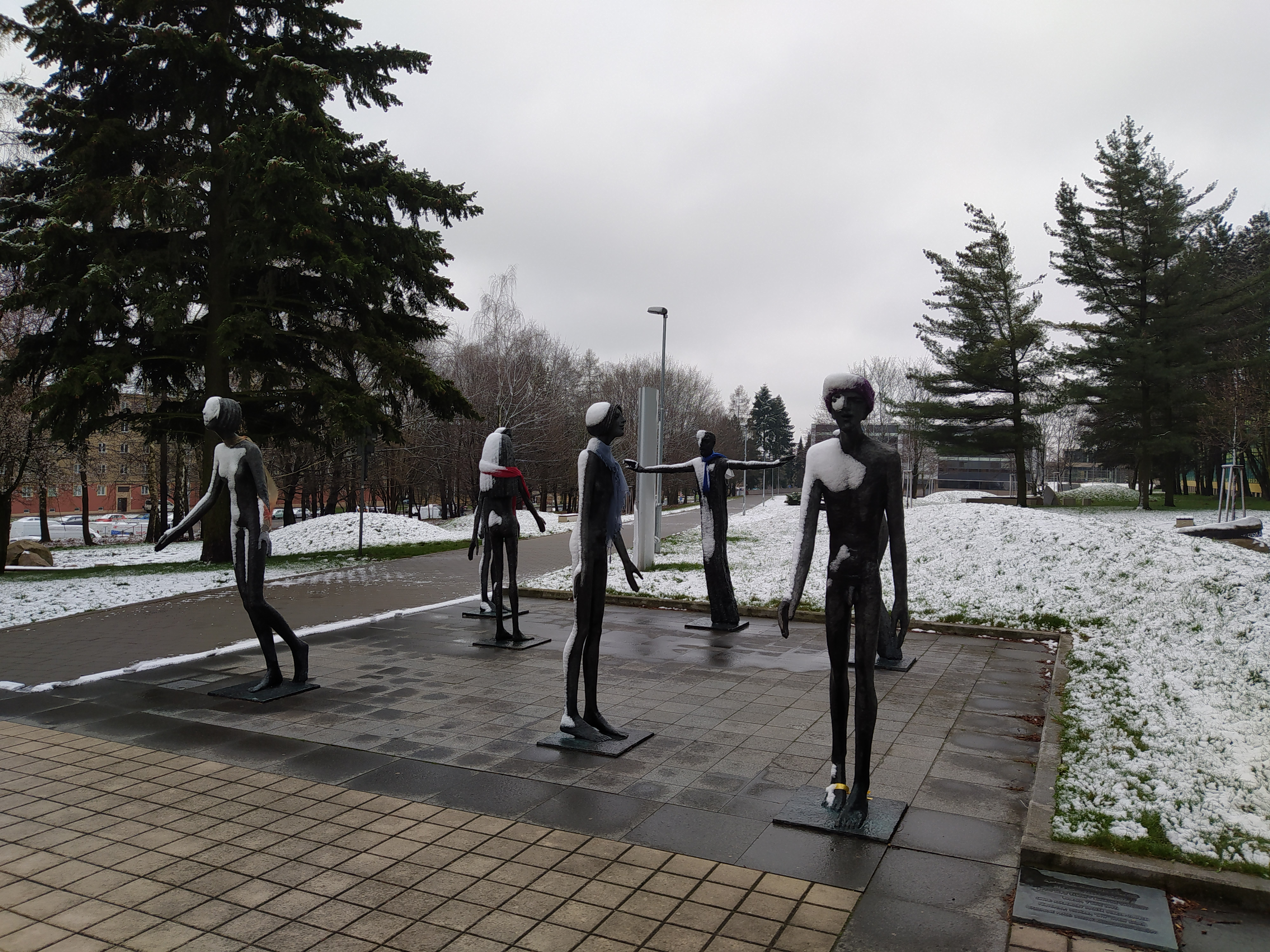